# ام.اچ. هافمن
ام. اچ. هافمن (انگلیسی: M.H. Hoffman؛ ۲۱ مارس ۱۸۸۱ – ۸ مارس ۱۹۴۴) تهیه‌کننده فیلم اهل ایالات متحده آمریکا بود.
از فیلم‌هایی که وی در آن‌ها نقش داشته‌است، می‌توان به فریادی در شب، مهمان سیزدهم و شکارچیان شوهر اشاره نمود.